# Operação Ke

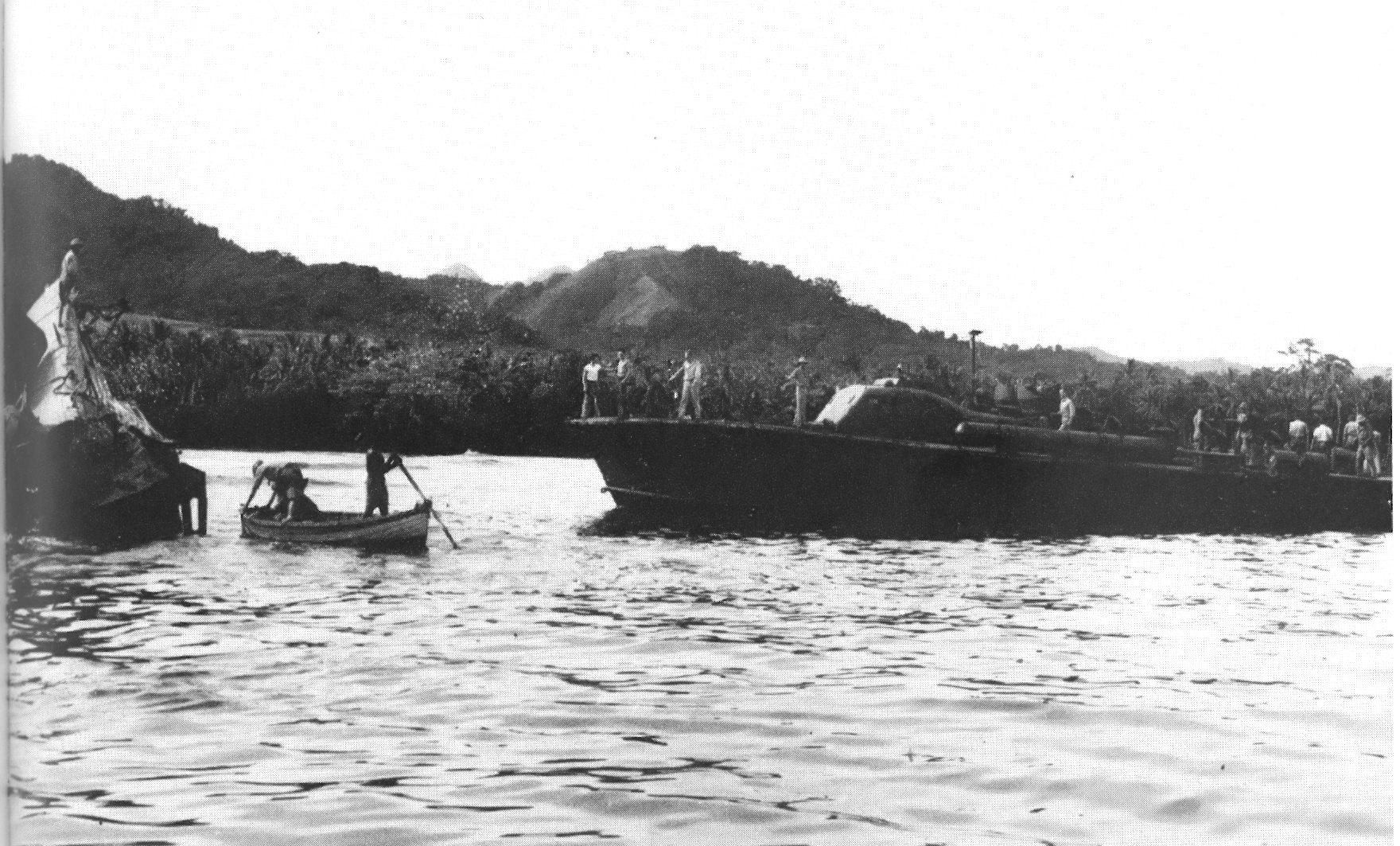
Um barco PT 59 inspecionando uma carcaça de um submarino japonês afundado.

A Operação Ke foi a mais bem-sucedida retirada das forças japonesas de Guadalcanal na conclusão da batalha de Guadalcanal da Segunda Guerra Mundial. A operação ocorreu entre 14 de janeiro e 7 de fevereiro de 1943 e envolveu tanto o exército como a marinha, sob o comando do Quartel-General Imperial do Japão. O almirante Isoroku Yamamoto e o general Hitoshi Imamura participaram do comando da operação.
Os japoneses decidiram retirar-se e ceder Guadalcanal às forças aliadas por vários motivos. Todas as tentativas do exército japonês de recapturar Henderson Field, o campo de pouso em Guadalcanal usado por aviões aliados, haviam fracassado com pesadas perdas para os japoneses. Forças navais japonesas na região também sofreram perdas significativas tentando reforçar e reabastecer suas tropas na ilha. Essas perdas, além dos recursos previstos necessários para mais tentativas para recapturar Guadalcanal, afetavam a segurança estratégica e as operações em outras áreas do império japonês. A decisão da retirada foi aprovada pelo Imperador Hirohito em 31 de dezembro de 1942.
A operação começou em 14 de janeiro com a entrega de um batalhão de tropas de infantaria para Guadalcanal para atuar como retaguarda para a evacuação. Ao mesmo tempo, o exército japonês e as forças aéreas da Marinha iniciou uma superioridade aérea campanha em torno das Ilhas Salomão e Nova Guiné. Durante a campanha aérea, um EUA cruzador foi afundado na batalha da Ilha Rennell. Dois dias depois, aviões japoneses EUA afundou um destroyer perto de Guadalcanal. A retirada real foi realizado nas noites de 1 de fevereiro, 4 e 7, destruidores. Além de um pouco de ar e PT barco ataques contra os destruidores de evacuação, as forças aliadas não ativamente tentativa de impedir a retirada porque os comandantes aliados acreditavam que a operação foi na verdade uma operação de reforço não, de uma evacuação.
No total, os japoneses evacuaram 10.652 homens de Guadalcanal, a um custo de um destróier afundado e três danificados. Em 9 de fevereiro, as forças aliadas perceberam que os japoneses tinham ido embora e declararam Guadalcanal zona segura, terminando a campanha de seis meses para o controle da ilha.